# Махмуд-паша (бейлербей Йемена и Египта)
Махмуд-паша (тур. Mahmud Paşa; уб. ноябрь 1567 или 1568, Египетский эялет) — османский государственный деятель боснийского происхождения, занимавший должность бейлербея Йемена и Египта в 1560—1564 и 1566—1567 годах соответственно.
В детстве, вероятнее всего через систему девширме, стал членом янычарского корпуса. Поступил на службу к бейлербею Дамаска, в дальнейшем Мараша, которому служил до 1535 года, после чего перебрался к другу юности в Египет, где поднимался по карьерной лестнице пока его не отправили бейлербеем в Йемен. Здесь Махмуд-паша действовал в своих интересах, развязав невыгодную Османской империи войну, расхищая казну и казня непокорных, завладевая при этом их имуществом. Армия нападала на местных жителей, а османская власть в регионе крайне ослабла, и через несколько лет после окончания правления Махмуд-паши здесь начался мятеж. Махмуд-паша же, овладев сокровищами богатейшей семьи Йемена, выкупил себе пост бейлербея Египта, который занимал вплоть до своего убийства в ноябре 1567 или 1568 году. Его махинации и коррупционная деятельность вскрылись лишь после его смерти.

## Происхождение и служба в администрациях
По происхождению Махмуд-паша был босняком. Автор исторического труда «Аль-Барка аль-Ямани» Кутб ад-Дин ан-Нахравали, его современник, который лично встречался не менее трёх раз с пашой, сообщал, что Махмуд попал на службу к османам по девширме, но в Эндерун его не направили, и он оказался в корпусе янычар.
Изначально он поступил на службу к Гюзельдже Мехмет-паше, бейлербею Дамаска и, в дальнейшем, Мараша, где находился до 1535 года, после чего его пригласил к себе друг юности Давуд-паша, который занимал должность бейлербея Египта. Здесь Махмуд сначала получил должность кетхуды, но в дальнейшем, продвигаясь по карьерной лестнице, в 1550—1551 годах стал египетским «эмиром эль-хадж» (ответственным за паломничество из провинции и руководителем ежегодного каравана в Мекку). Он руководил как минимум двумя хаджами. По утверждению автора «Аль-Барка аль-Ямани», второй раз Махмуд-паша стал инициатором мятежа в городе из-за затаённой обиды, что ему нанёс местный шериф в первый визит.
В 1559 году новый бейлербей Египта Софу Хадым Али-паша назначил Махмуда беем одного из санджаков провинции, а также сделал его амиром (военачальником) Египта. В следующем году Махмуд-паша добился назначения на пост бейлербея Йемена с жалованием в миллион акче — не исключено, что при помощи дачи крупной взятки своему начальнику. О возможном взяточничестве известно лишь со слов османского хрониста Мунадджим-баши Ахмед Деде, который писал в частности о большом личном долге Махмуд-паши в Египте на момент отъезда в Йемен. Историк Ричард Блэкбёрн посчитал, что дальнейшие финансовые махинации Махмуд-паши дают основания полагать, что это сообщение может быть правдой. В частности известно, что примерно в это время великий визирь Рустем-паша ввёл «налог» (фактическую продажу) с государственных должностей.

## У власти в Йемене
Получив десятую часть положенного в год жалования, Махмуд-паша направился в Южную Аравию. В сентябре/октябре 1560 года, на пути в Йемен, будущий бейлербей остановился в Джидде, откуда добрался до Мекки, где совершил малый хадж и попытался сгладить свои отношения с шерифом. Не исключено, что цель у него была корыстная — получение ссуды для покрытия долгов. По словам советского историка Галины Удаловой, шериф Хасан действительно вручил ему деньги, однако на погашение долга их не хватило. Ещё в Джидде Махмуд-паша совершил свои первые описанные в источниках злодеяния: велел утопить трёх знатных сановников, которые владели состоянием, и «прошёл по городу огнём и мечом», заполучив богатств на сумму 100 тысяч алтун. В октябре/ноябре 1560 года он прибыл в расположенный на севере региона Тихама порт Джизан, откуда уже по суше направился в столицу эялета Забид.
Первым же предприятием на посту бейлербея Йемена у Махмуд-паши стала казнь по ложному обвинению: он приговорил к смерти факиха Абд аль-Малика аль-Ямани, который управлял монетным двором Забида, и его людей, заявив, что именно они виновны в произошедшей в Йемене девальвации акче, случившейся из-за добавления в деньги слишком большого количества меди вместо серебра. Обвинение было безосновательным, поскольку реальным виновником был бывший бейлербей. Единственной целью этого предприятия стала конфискация в «государственные нужды» всего имущества Абд аль-Малика. В дальнейшем Махмуд повторял свои действия не раз, присваивая деньги и имущество казнённых себе.
В это же время, из-за экономических проблем, связанных с девальвацией акче, в Йемене многие солдаты, ставшие получать значительно меньшее жалование, стали разбойниками. Они сколотили банды, которые нападали на местное население, в дальнейшем обменивая добычу преимущественно на еду. Иногда на их сторону переходили даже силы аскар аль-арвам — мамлюкской гвардии. Доведённые до полной нищеты, они поступали на службу к аль-Муттахару, шиитскому (зейдитскому) имаму Йемена. Махмуд-паша же решил разобраться в происходящем при помощи казней и репрессий. Это сработало, и на некоторое время недовольные притихли. Когда солдаты потребовали увеличить им жалование, Махмуд-паша заменил деньги «натурой» — йеменскими благовониями с возможностью их беспошлинной продажи. Впрочем, в дальнейшем он продолжил денежные выплаты, не забывая и о собственном обогащении. За время его правления акче обесценилась ещё в два раза, достигнув рекорда в 2 тысячи монет за 1 динар. Из-за этого военные, вновь доведённые до нищеты, продолжили свои разорительные набеги на простое население, сжигая и грабя целые населённые пункты, порой даже города, что вызвало массовый голод, убивший тысячи людей.
В Забиде Махмуд-паша пробыл недолго. Из источников весьма сложно отследить дальнейшие передвижения, однако Блэкбёрн считает очевидным тот факт, что в начале того же 968 года хиджры (1550/51) бейлербей направился в Сану, куда прибыл в феврале/марте 1551 года и где его пышно встретил санджак-бей Искандер бен Хусейн аль-Курди. Через своего кади Махмуд-паша связался с аль-Муттахаром и из тактических соображений заявил о верности в соблюдении договора между ним и Османской империей, собираясь действовать в других регионах и прикрывая таким образом тыл. Один из источников заявлял о том, что по приказу бейлербея изначально аль-Муттахара собирались убить, однако соглашение было достигнуто «в атмосфере взаимного доверия и удовлетворения».
После этого Махмуд-паша направил свой взор на расположенную на возвышенности богатую крепость Хабб к северо-востоку от Таиза в горах Баадана. Ей управлял полуавтономный могущественный род ан-Наззари, чьё богатство ещё со времён предшественников османов Тахиридов было легендой для всех йеменцев. Первым их правителем стал Шамс ад-Дин Мухаммед ан-Наззари, который при последнем властителе из Тахиридов установил тут прочную власть. О своей независимости он объявил в годы вторжения мамлюков Хусейна аль-Курди. Изначально представители этого рода поддерживали шиитов, хотя сами были суннитами-шафиитами, но затем перешли на сторону османов, за что последние дали им возможность автономного правления и сбора налога под своим сюзеренитетом. К моменту прибытия Махмуд-паши тут правил внук Шамс ад-Дина — факих Нур ад-Дин Али ан-Назари, который был богаче своих предшественников. Не исключено, что он и вовсе на тот момент был богатейшим торговцем в Йемене. Помимо богатства, в руках клана было и уважение, а такое для Махмуд-паши было неприемлемым. И хотя государственные интересы у османов в регионе были совсем другими, он решил овладеть крепостью и деньгами. Для провокации на ответные действия Махмуд-паша отверг традиционные подарки, которые представители семьи ан-Наззари преподносили каждому новому бейлербею, что Нур ад-Дин расценил как вызов и стал готовиться к войне. Поскольку подготовка велась тайно, Махмуд-паша, ложно объявив противника мятежником, в середине того же 1551 года направил против него силы под командованием санджак-бея Искандера. Сам же он выдвинулся 31 августа, и прибыл в следующем месяце, уже после победы Искандера над противником в битве на равнине, объединившись с его отрядами и начав осаду Хабба. Осада длилась шесть месяцев. Искандер и ещё один санджак-бей, Мирза-бей, стали просить мира, за что Махмуд-паша казнил их и присвоил их богатства. Время оказалось на стороне османских войск, и спустя полгода после начала осады крепость сдалась. Переговоры провёл эмир Мухаммед бен Абдалла бен Джафар аль-Ями, вождь йеменских исмаилитов, чей клан был связан тесной дружбой с кланом ан-Наззари. Махмуд-паша пообещал Нур ад-Дину при сдачи крепости сделать его санджак-беем любой другой области с сохранением всех богатств, что, вместе с присутствием Мухаммеда бен Абдаллы, заставило факиха поверить в обещания. Однако после пышного приёма янычары перебили всех присутствующих на церемонии гостей. По словам Кутб ад-Дина аль-Мекки, последними словами Нур ад-Дина были заявления о подлости Мухаммеда. Разграбив город и почти сравняв его с землёй, Махмуд-паша оставил тут гарнизон и обременил область огромным налогом в 120 кейсов (кошельков), заставив выплатить двухлетний аванс. В дальнейшем, всё же опасаясь полного обезлюдивания районов, он уменьшил сборы на 20 %. Из-за этого события османы лишились своего главного преимущества в регионе — возможности опираться на местные лояльные силы. Фактически это привело к краху османо-арабского альянса, что установился после того, как турки подчинили Йемен.
В качестве местоположения казны Махмуд-паша выбрал крепость аль-Кахира близ новой столицы Таиза. Прибыв сюда, он направил в Константинополь делегацию, которой предстояло передать его версию произошедшего, которая заключалась в том, что бейлербею удалось разбить самого опасного врага турок в регионе, что «готовил мятеж, узурпировал власть и не платил налоги». В качестве доказательства верности своих слов Махмуд-паша направил головы врагов, а также заявил о том, что захватил в казну 580 кейсов, что было значительно меньше всего того, что он присвоил себе. Кара Шахин Мустафа-паша, бывший бейлербей Йемена, ныне Египта, что мог разоблачить ложь Махмуд-паши, предпочёл промолчать. Из-за этого султан принял объяснения и велел наградить как убийцу Нур ад-Дина, так и всех остальных участников произошедшего в Йемене. Таким образом Махмуд-паша, нанеся колоссальный урон позициям империи в Йемене, стал самым богатым человеком своего времени и потерял интерес к походам против врагов и раз за разом жаловался султану на боли и просил отправить его в Каир на лечение, намекая на то, что он не против стать бейлербеем Египта. Он не обращал внимания на йеменские дела, предоставив местных управляющих и военных самим себе, что вкупе с экономическим положением в регионе в тот момент привело к очередным грабежам и постоянно возрастающему уровню насилия. В феврале 1565 года, получив наконец разрешение от султана, в сопровождении гвардии из 100 мамлюков и «многочисленной челяди» Махмуд-паша покинул Йемен.
Преемником Махмуд-паши на посту стал Рыдван-паша, которого тот не любил и которому намеренно осложнял жизнь.

## Последние годы в Египте
Месяц спустя Махмуд-паша прибыл в Джидду, откуда добрался до Египта, где бейлербей Мюеззинзаде Али-паша переправил его через Александрию и Анталью в Константинополь на встречу с шехзаде Селимом, наследником империи, которому дал взятку в виде драгоценных камней, и, заручившись его поддержкой, вновь прибыл в Каир, где поднёс дары и высшим чиновникам, в частности великому визирю, и своему старому приятелю сербу Мехмед-паше Соколлу. В целом же он потратил 200 тысяч золотых динаров. Из Египта (пост бейлербея которого он занял в феврале 1566 года) Махмуд-паша активно следил за происходящим в Йемене, собирая документацию, и особенно смотрел за сообщениями, которые могли бы опровергнуть его версию произошедшего в Южной Аравии. Из-за этого до султанов в течение целых 10 лет не доходила информация о реальном положении дел. В 1568 году здесь началось освободительное восстание, что в Константинополе восприняли «как гром среди ясного неба». Лишь после убийства Махмуд-паши удалось обнаружить находившиеся в канцелярии многочисленные свидетельства бесконечных преступлений бейлербея.
Американский историк Джейн Хатауэй писала, что в последний год правления, коим она называет 1567 год, Махмуд-паша построил в Каире мечеть аль-Махмудию, в которой и был захоронен после убийства. Удалова писала со ссылкой на ан-Нахравали, что он правил до конца ноября 1567 года. Убийство бейлербея Кутб ад-Дин назвал возмездием за все его злодеяния. Оно также освещалось в составленной около 1559 года «хронике» Ибн Зунбула, который работал геомантом у предпоследнего султана черкесских мамлюков Кансуха аль-Гаури. Автор вписал некоторые события, которые, как он утверждал, приснились ему во сне, и которые должны были произойти после этой даты. Убийство Махмуд-паши, которое он тоже датировал 1567 годом, по словам Роберта Ирвина, действительно совпало с годом его смерти. Впрочем, турецкий историк Лейла Саббах высказывала мнение, что Махмуд-паша правил Египтом на год больше и построил себе здесь мечеть в последний год правления.